# Kadavu-eilanden
De Kadavu-eilanden zijn een eilandengroep in Fiji, ten zuiden van Viti Levu. De landoppervlakte is 478 km² en vormt de provincie Kadavu, een van de drie provincies in de divisie Eastern.
De archipel heeft ongeveer 10.000 inwoners en bestaat naast het hoofdeiland Kadavu uit de eilanden Galoa, Ono en een aantal kleine eilanden van het Great Astrolabe Reef.